# بخش مونرو (شهرستان میامی، اوهایو)
بخش مونرو (به انگلیسی: Monroe Township) یک منطقهٔ مسکونی در ایالات متحده آمریکا است که در شهرستان میامی، اوهایو واقع شده‌است.
 بخش مونرو ۷۹٫۷ کیلومتر مربع مساحت و ۱۵٬۳۳۹ نفر جمعیت دارد و ۲۷۵ متر بالاتر از سطح دریا واقع شده‌است.